# 요시노산
요시노산(일본어: 吉野山)은 나라현 중앙부 요시노군 요시노정에 위치한 산이다. 사적(史蹟)과 벚꽃으로 유명하다. 아래 쪽에는 요시노 신궁·노이린사 등 명소·고적이 많아 남조 시대의 영화를 회상케 한다. 특히 벚꽃은 조오권현(藏王權現)의 신목(神木)으로 보호·식수된 것으로 만개 때에는 관광객으로 넘친다.

## 같이 보기
- 일본의 관광
- 일본 국립 공문서관
- 가부키